# Fisklössjön (Gudmundrå socken, Ångermanland)
Fisklössjön är en sjö i Kramfors kommun i Ångermanland och ingår i Indalsälvens huvudavrinningsområde. Sjön har en area på 0,0861 kvadratkilometer och ligger 329,5 meter över havet.

## Delavrinningsområde
Fisklössjön ingår i det delavrinningsområde (697975-158226) som SMHI kallar för Utloppet av Västersjön. Medelhöjden är 319 meter över havet och ytan är 10,6 kvadratkilometer. Det finns inga avrinningsområden uppströms utan avrinningsområdet är högsta punkten. Viksjöån som avvattnar avrinningsområdet har biflödesordning 4, vilket innebär att vattnet flödar genom totalt 4 vattendrag innan det når havet efter 58 kilometer. Avrinningsområdet består mestadels av skog (94 procent). Avrinningsområdet har 0,57 kvadratkilometer vattenytor vilket ger det en sjöprocent på 5,3 procent.